# 温見峠
温見峠（ぬくみとうげ）は、福井県大野市と岐阜県本巣市根尾の境にある峠。国道157号（国道418号と重複）が通る。最高地点の標高は約1,020m。九頭竜川の支流温見川と揖斐川の支流根尾西谷川との分水嶺である。
能郷白山の鞍部にあり、峠の名前は旧西谷村にあった集落の名前に由来する。現在も大野市温見として名前は残るも廃村となっている。岐阜県側の根尾村大河原（現在は本巣市根尾大河原）は冬期無人集落となっている。

## 歴史
- 鎌倉時代 ： 越前府中（福井県越前市）と鎌倉（神奈川県鎌倉市）とを結ぶ最短ルートとして重宝された。
- 戦国時代 ： 越前朝倉氏が温見峠から美濃の国へ攻め入り、朝倉氏の滅亡後は織田信長が、越前一向一揆で温見峠からも越前に攻め入った。
- 江戸時代 ： 結城秀康が関所を設けて、福井藩への敵の侵入を監視した。
- 1974年（昭和49年）10月：主要地方道大野墨俣線の分断区間を結ぶ林道として温見峠林道が全通、自動車での通行が可能になる[1]。
- 1975年（昭和50年）4月：車道が国道157号に昇格。

## 現況
1974年に開通した車道は翌年に国道157号になったが、当地が豪雪地帯（平年で積雪2m）であるために、例年12月初旬から、大野市中島から本巣市根尾能郷までの間は除雪が行われずに通行止になる。雪が収まる3月下旬頃から除雪が集中的に行われ、5月ごろに通行止が解除される。
なお、大野市から岐阜市へ抜ける通年通行可能な経路は、国道158号で福井市に出て国道8号を南下し更に米原市で国道21号を東へ通るもの、福井県道2号武生美山線で池田町に出て国道417号冠山峠道路を南下するもの、国道158号（油坂峠道路経由）で郡上市に出て国道156号を南下するものなどがある。
トンネルで抜本的な道路改良をする案も出ているが、同じ県境を越える国道417号冠山峠道路のように事業化はされていない。
峠から能郷白山の山頂へ登山道が延びている。

## 周辺の山
- 姥ヶ岳
- 越山
- 能郷白山